# Arizpe
Arizpe – miasto w północno-wschodniej części meksykańskiego stanu Sonora, siedziba władz gminy Arizpe. Miasto jest położone około 180 km na północny wschód od stolicy stanu - Hermosillo. W 2005 roku ludność miasta liczyła 1625 mieszkańców. Miasteczko powstało z misji jezuickiej założonej w 1646 przez Jerónimo de la Canal